# Музей граммофонов и фонографов
Музей граммофонов и фонографов — частный музей в Санкт-Петербурге. Основан 14 апреля 1997 г. цирковым артистом, клоуном и дрессировщиком Владимиром Дерябкиным.
Гастролируя по городам России и зарубежья, создатель музея собрал обширную коллекцию фонографов, граммофонов и патефонов известных российских и зарубежных марок, таких как Бурхард, Ребиков, Циммерман. В настоящее время коллекция насчитывает более трехсот уникальных экспонатов, связанных с развитием звукозаписи и сопутствующих предметов быта второй половины XIX — начала XX веков. Большая часть экспонатов отреставрирована и находится в рабочем состоянии.
В качестве дополнения в музее представлены шарманки и музыкальные шкатулки. В отдельном зале музея расположилась небольшая коллекция самоваров.